# Memtransistor
El memtransistor (una paraula combinada de Memory Transfer Resistor) és un component electrònic passiu multiterminal experimental que es pot utilitzar en la construcció de xarxes neuronals artificials. És una combinació de la tecnologia de memristor i transistor. Aquesta tecnologia és diferent de l'enfocament 1T-1R, ja que els dispositius es fusionen en una sola entitat. Es poden incrustar diversos memristers amb un únic transistor, cosa que li permet modelar amb més precisió una neurona amb les seves múltiples connexions sinàptiques. Una xarxa neuronal produïda a partir d'aquests proporcionaria una intel·ligència artificial basada en maquinari amb una bona base.

## Aplicacions
Aquest tipus de dispositius permetrien un model de sinapsi que podria realitzar una regla d'aprenentatge, per la qual l'eficàcia sinàptica es veu alterada per les tensions aplicades als terminals del dispositiu. Un exemple d'aquesta regla d'aprenentatge és la plasticitat depenent del temps d'espiga mitjançant la qual el pes de la sinapsi, en aquest cas la conductivitat, es podria modular en funció del temps dels pics sinàptics pre i post que arriben a cada terminal. L'avantatge d'aquest enfocament respecte a dos dispositius de memòria terminal és que els protocols de lectura i escriptura tenen la possibilitat de produir-se de manera simultània i clara.

## Implementacions
Investigadors de la Northwestern University han fabricat un dispositiu de set terminals fabricat amb disulfur de molibdè (MoS
2). Un terminal controla el corrent entre els altres sis. S'ha demostrat que les característiques I_D / V_D del transistor es poden modificar fins i tot després de la fabricació. Posteriorment, els dissenys que inicialment requeririen múltiples transistors (seleccionables) es poden implementar amb un únic transistor configurable.